# Arthur Gnohéré
Arthur Gnohéré, né le 20 novembre 1978 à Yamoussoukro (Côte d'Ivoire), est un footballeur français. Il est le frère du joueur français Harlem Gnohéré.
Il est défenseur et est issu du centre de formation de l'AS Cannes. Il mesure 1,85 m.

## Carrière
| Saison                     | Club                | Pays       | Division                     | Matchs | Buts |
| -------------------------- | ------------------- | ---------- | ---------------------------- | ------ | ---- |
| 1997-1998                  | AS Cannes           | France     | Ligue 2                      | ?      | ?    |
| 1998-1999                  | AS Cannes           | France     | Ligue 2                      | 2      | 0    |
| 1999-2000                  | SM Caen             | France     | Ligue 2                      | 21     | 0    |
| 2000-2001                  | SM Caen             | France     | Ligue 2                      | 27     | 2    |
| 2001-2002                  | Burnley             | Angleterre | D2 anglaise                  | 36     | 2    |
| 2002-2003                  | Burnley             | Angleterre | D2 anglaise                  | 33     | 1    |
| juillet 2003-décembre 2003 | Queens Park Rangers | Angleterre | D2 anglaise                  | 17     | 0    |
| 2004                       | Burnley             | Angleterre | D2 anglaise                  | 14     | 0    |
| 2004-2005                  | Queens Park Rangers | Angleterre | D2 anglaise                  | 4      | 0    |
| 2005-2006                  | FC Istres           | France     | Ligue 2                      | 12     | 0    |
| 2007-2008                  | Oxford United       | Angleterre | Conference National (D5)     | 8      | -    |
| 2008-2009                  | FC Bulle            | Suisse     | 1re ligue (D3)               |        | -    |
| 2009-2010                  | FC Monthey          | Suisse     | 2e Ligue interrégionale (D4) |        | -    |